# Swatch

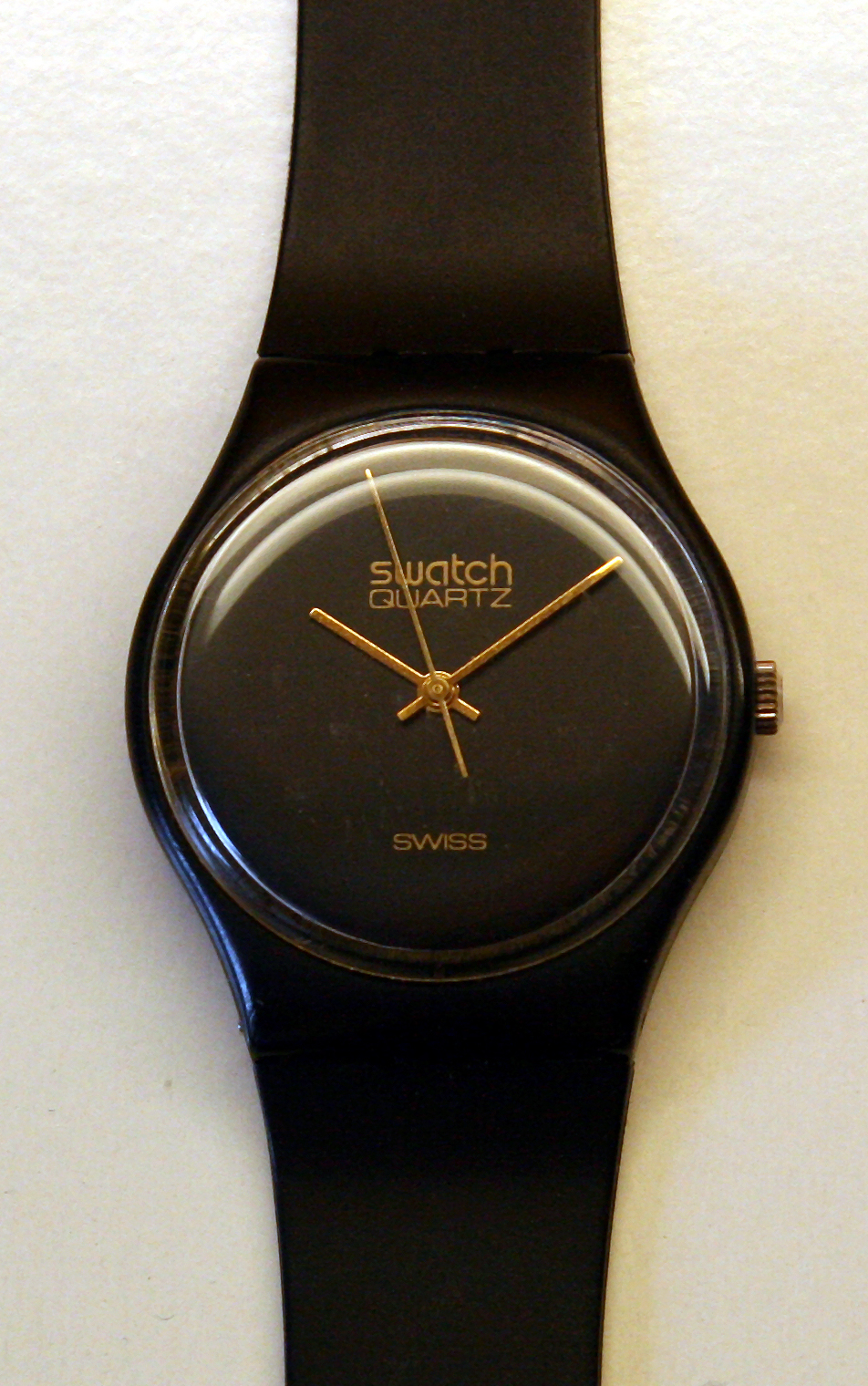
Swatch GB 101, de la première série de 1983, plus connu sous l'appellation QUARTZ.

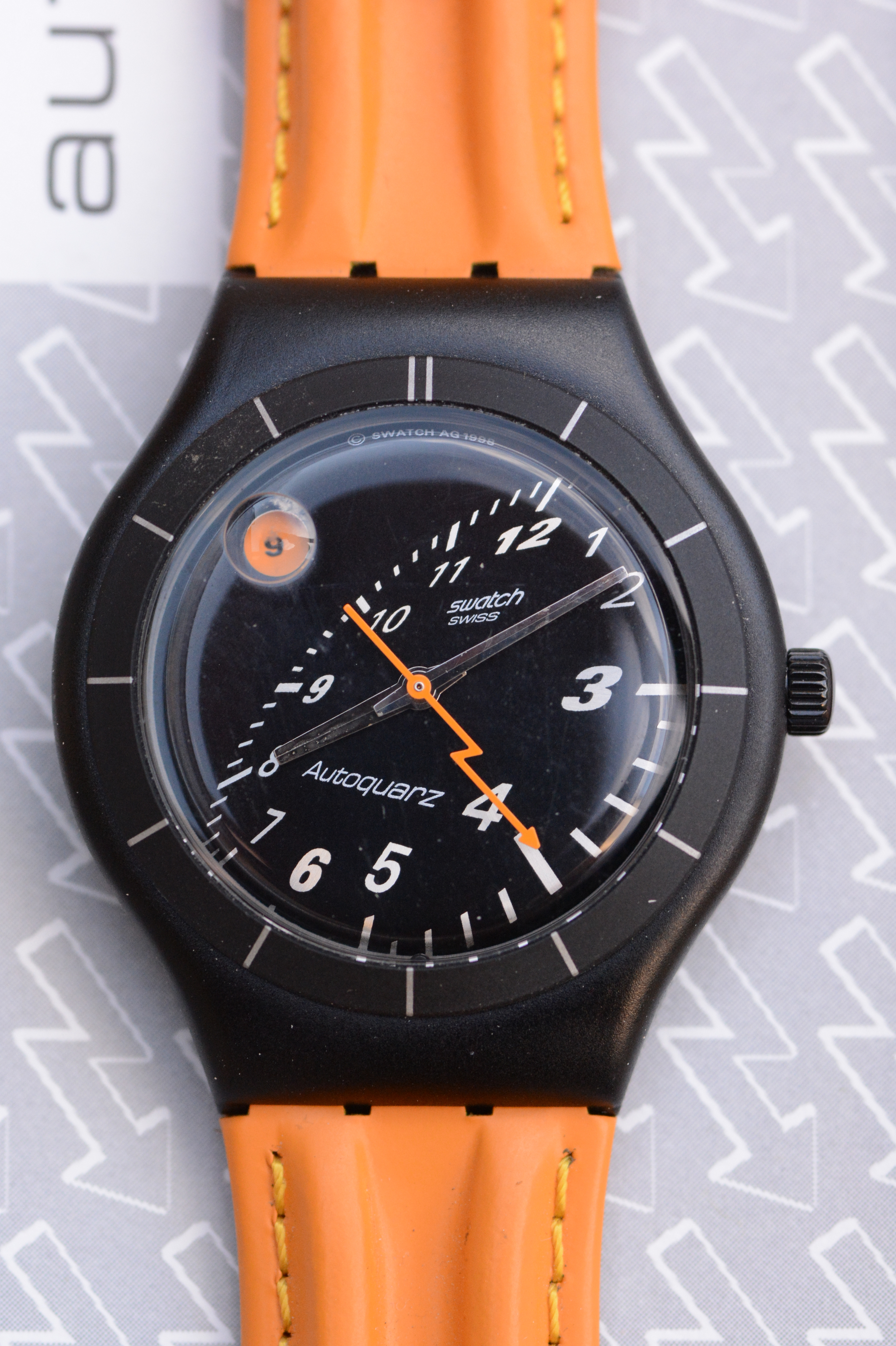
Swatch Swiss Autoquarz, 1998.

Swatch est la marque d’une ligne de montres-bracelet du Swatch Group, positionnée en entrée de gamme.
L'emblématique Swatch à quartz a été conçue au début des années 1980 et commercialisée en 1983.

## Origine
Son concept innovateur fut réalisé au début des années 1980, sous la direction de Ernst Thomke, alors directeur de ETA Manufacture Horlogère, entouré d’une petite équipe menée par deux ingénieurs horlogers, Elmar Mock et Jacques Müller.
Pour réaliser une montre économique, ils avaient eu l’idée d’utiliser le fond d’un boîtier comme platine, soutenant toutes les parties du mouvement. Ils s’étaient inspirés de la montre la plus plate du monde, la Delirium, réalisée en 1978 par ETA, économisant bien des pièces et simplifiant le montage au maximum.
Conçue au départ comme une simple nouvelle montre révolutionnaire en plastique, Franz Sprecher, un consultant marketing externe engagé par Thomke pour porter au projet un regard « consommateur » développa rapidement le projet au niveau « marque », jeune et amusante, avec l’identité et le concept marketing correspondant, incluant le développement de tous les modèles selon l’image de marque.
Les créateurs du design de la Swatch sont Marlyse Schmid et Bernard Muller, indépendants et dont l'entreprise, Schmid Muller Design, se trouve à Chézard-Saint-Martin dans le canton de Neuchâtel.
Contraction de « Swiss Watch », le nom de ce produit innovant et décalé est aussi nommé « Second Watch » par Franz Sprecher. Le concept marketing de « second watch » est utilisé alors pour pousser les porteurs de montres traditionnelles à s’offrir une deuxième montre meilleure marché, mais plus amusante, plus attrayante.

## Première collection
La première collection de douze modèles différents fut introduite le 1er mars 1983 à Zurich (Suisse). Leur prix initial était compris dans une fourchette de 39,90 à 49,90 CHF. Ce prix fut standardisé à 50 CHF à l’automne de la même année. Les budgets de ventes avaient été basés sur un million de montres pour l’année 1983, et 2,5 millions pour l’année suivante.

## Produits

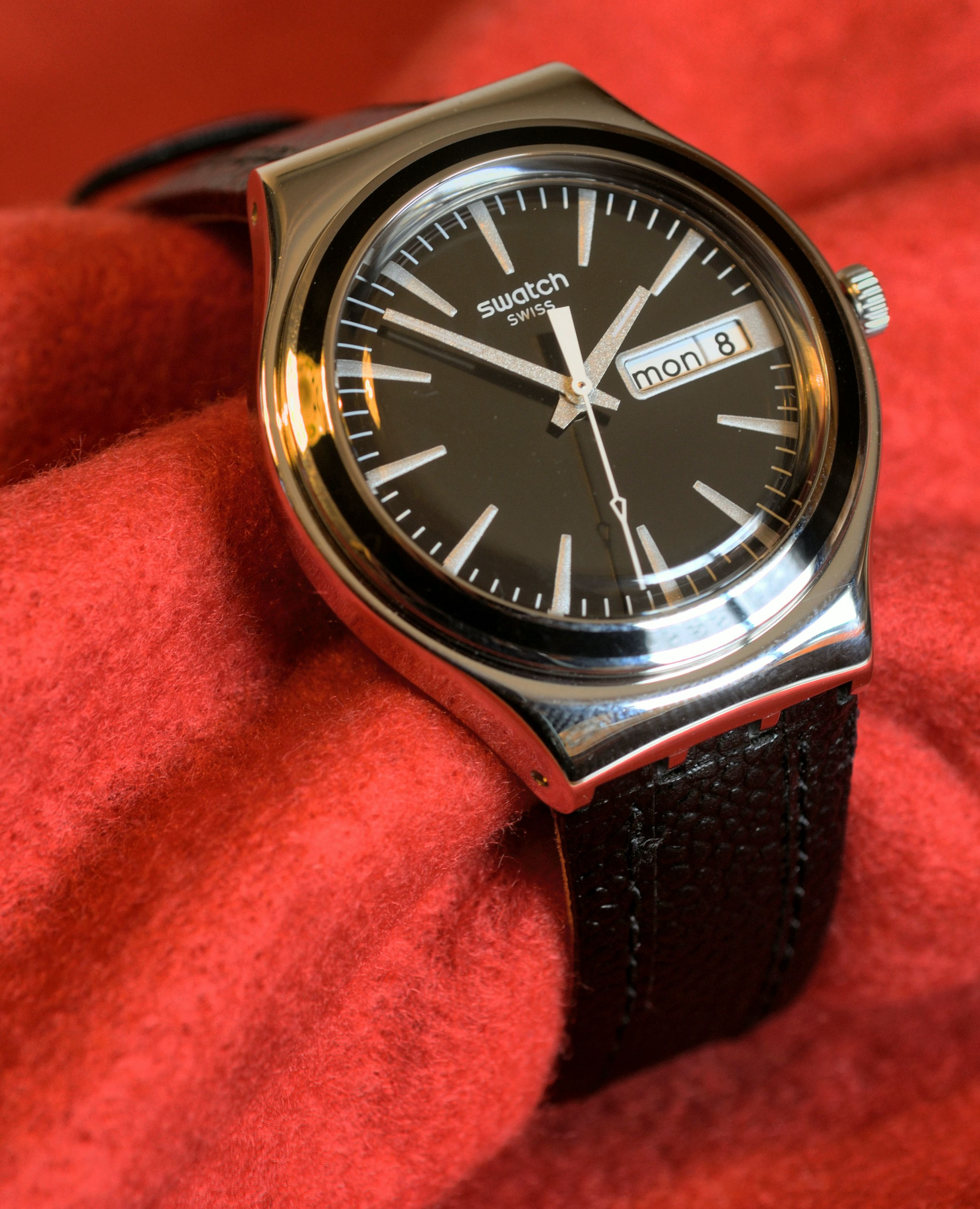
Swatch Irony "Charcoal Suit".

Les modèles de la marque Swatch sont répartis en sept familles distinctes, dont « Swatch Bellamy » : Swatch lance en octobre 2015 sa première montre connectée permettant notamment le paiement sans contact (NFC).

## Collaboration avec Omega
En 2022, Swatch met sur le marché la MoonSwatch issue d'une collaboration avec la marque Omega. La MoonSwatch est une montre en biocéramique qui reprend le design global de la Speedmaster. Déclinée en onze modèles de couleurs différentes se référant aux planètes du système solaire, à la Lune et au Soleil, la MoonSwatch suscite un engouement dès sa mise sur le marché le 26 mars 2022. En 2023, Swatch annonce avoir vendu plus d'un million de MoonSwatch depuis son lancement en mars 2022.

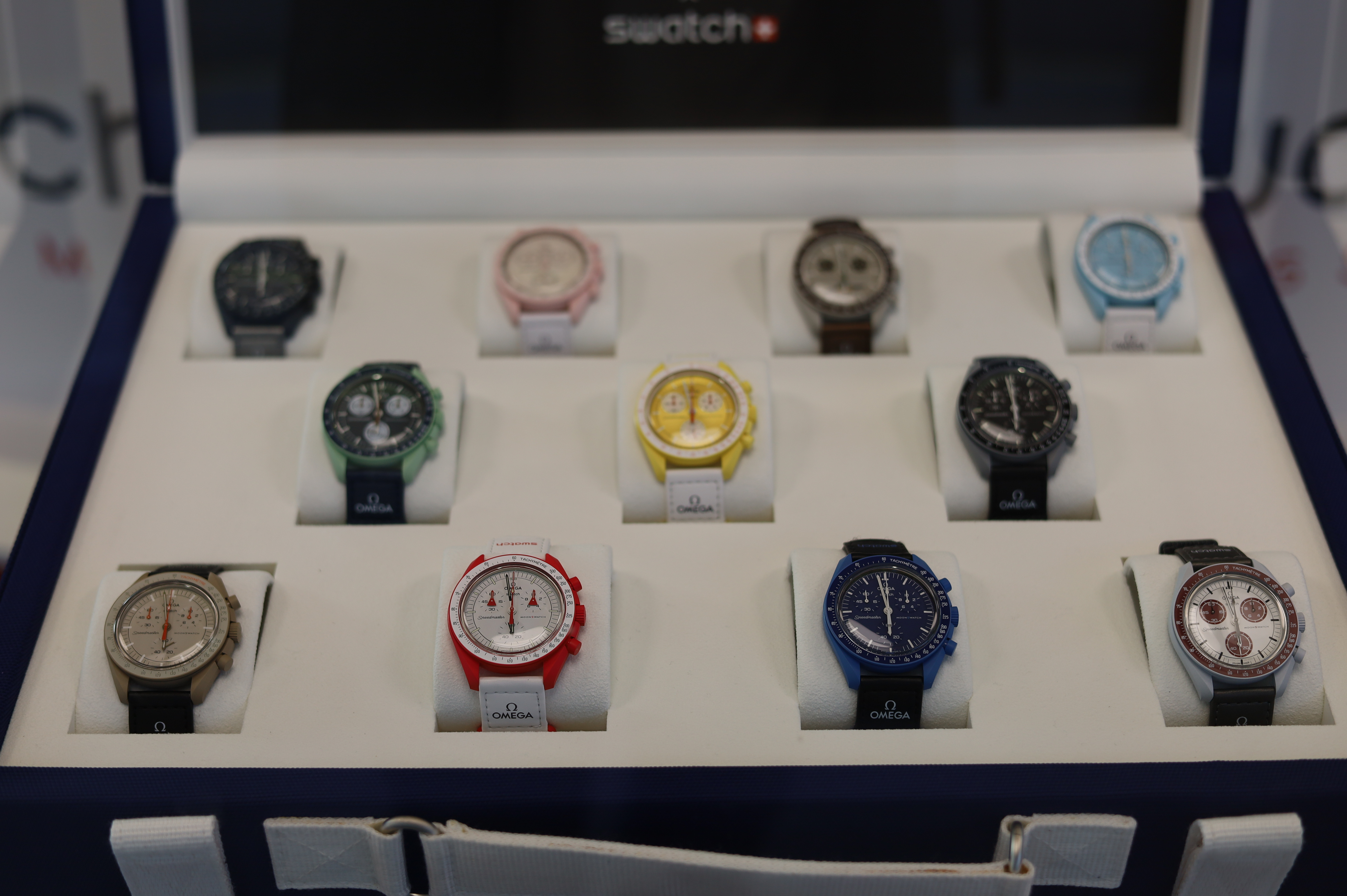
La collection de MoonSwatch dans le magasin Swatch de Bienne

## Collaboration avec Blancpain
En 2023, Swatch met sur le marché une version « ludique et inattendue » de la montre emblématique de plongée sous-marine Fifty Fathoms de Blancpain. Il s'agit d'une collection de cinq modèles Bioceramic Scuba Fifty Fathoms sur le thèmes d'un océan chacun, axée sur la préservation et la sauvegarde de la mer. Les modèles sont étanches, en biocéramiques.